# Totaliter aliter
Die lateinische Redewendung „totaliter aliter“ (gänzlich anders, völlig anders) hat ihren Ursprung in einer mittelalterlichen Erzählung von zwei Mönchen, die sich das Paradies in ihrer Phantasie in den glühendsten Farben ausmalten und sich dann gegenseitig versprachen, dass der, welcher zuerst sterben würde, dem anderen im Traum erscheinen und ihm nur ein einziges Wort sagen solle. Entweder „taliter“ – es ist so, wie wir uns das vorgestellt haben, oder „aliter“ – es ist anders, als wir es uns vorgestellt haben. Nachdem der erste gestorben war, erschien er dem anderen im Traum, aber er sagt sogar zwei Worte: „Totaliter aliter!“ – Es ist vollkommen anders als in unserer Vorstellung!
In diesem Sinne schreibt der Religionsphilosoph Rudolf Otto in seinem bekannten Buch „Das Heilige“ (1917): Das vergessene Himmelreich war TOTALITER ALITER, ganz anders als unsere Erde.
Als Redewendung steht „totaliter aliter“ für die Vergeblichkeit von Spekulationen und ist ein altes Schibboleth der Theologie. Auch der evangelische Theologe Rudolf Bultmann sah in dieser Form die wohl kürzeste und treffendste Charakteristik Gottes, als er davon sprach: „Deus totaliter aliter!“ – „Gott ist ganz anders!“ In diesem Sinne wurde es auch zum „Kampfruf“ des jungen Schweizer dialektischen Theologen Karl Barth.